# 야마자키 증류소

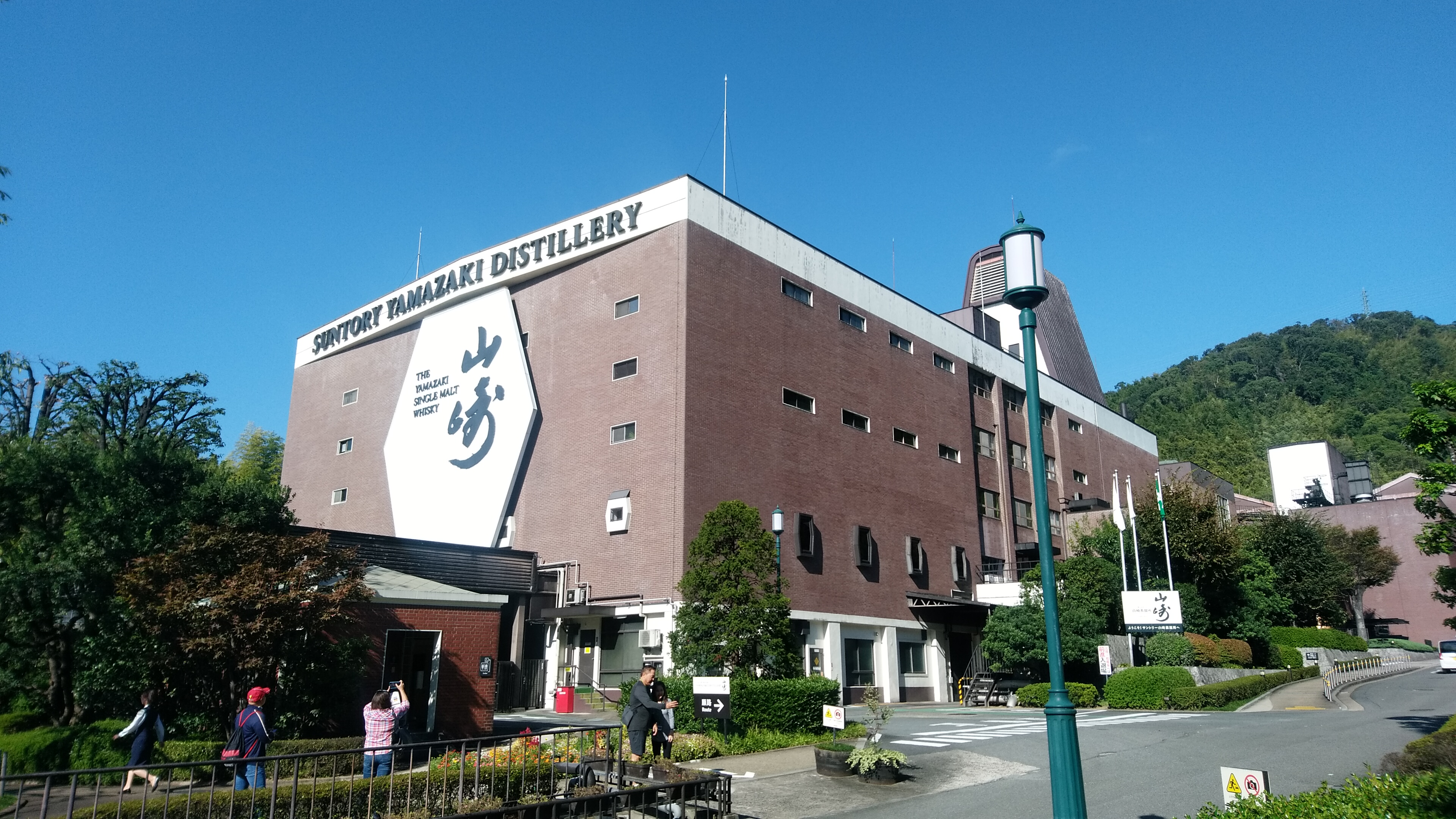
야마자키 증류소

야마자키 증류소(山崎蒸溜所)는 일본 오사카부 미시마군 시마모토정에 있는 위스키 증류소다. 산토리가 소유하고 있다.
일본 최초의 몰트 위스키 증류소이며, 회사명과 동일한 위스키 제품 야마자키를 생산하는 것으로 잘 알려져 있다.